# Cepeda (Salamanca)
Cepeda es un municipio y localidad española de la provincia de Salamanca, en la comunidad autónoma de Castilla y León. Se integra dentro de la comarca de la Sierra de Francia. Pertenece al partido judicial de Béjar.
Su término municipal, formado por un solo núcleo de población, ocupa una superficie total de 10,73 km² y su población es de 303 habitantes (INE 2024).

## Símbolos
El escudo heráldico que representa al municipio fue aprobado el 2 de febrero de 1994 con el siguiente blasón:

Cortado. Primero, de plata con tres cepones arrancados, de sable, puestos en faja. Segundo, partido de plata con un león de gules, con un castillo de oro; bordura de gules con ocho aspas de oro. Al timbre la Corona Real Española.
Boletín Oficial de Castilla y León n.º 25 de 7 de febrero de 1994

## Geografía
Está asentada sobre un extenso y protegido valle. Sus arracimadas casas se erigen sobre una loma con una arquitectura ordenada y a la vez anárquica, que le da a la población su aspecto peculiar y único en la sierra de Francia. En el habla local el nombre de la localidad es Cepea.[cita requerida]
Discurren por su término el río Francia, afluente del Alagón y el más cercano arroyo del Coso. Ya en el pueblo, el Turrutero que fue hasta no hace mucho el lugar donde las mujeres hacían la colada.
| Noroeste: Monforte de la Sierra    | Norte: Mogarraz  | Noreste: Miranda del Castañar |
| Oeste: Madroñal                    |                  | Este: Molinillo               |
| Suroeste: Herguijuela de la Sierra | Sur: Sotoserrano | Sureste: Pinedas              |

### Naturaleza

#### Flora

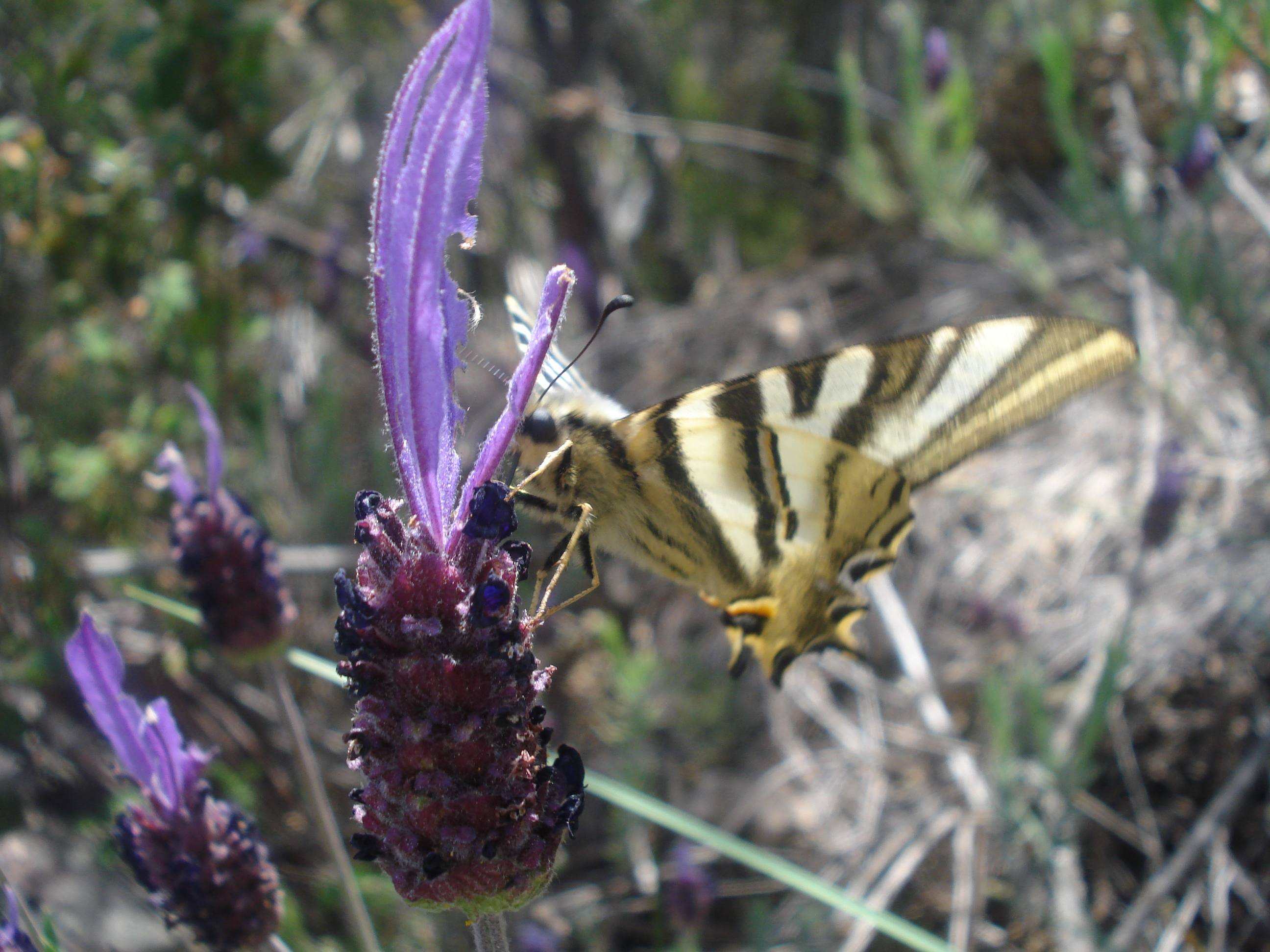
Mariposa libando lavanda.

Los bosques de Cepeda están formados por robles, castaños, madroños, acebos y endrinos. En la ribera de los arroyos se encuentran alisos, chopos. También pueden verse eucaliptos, a destacar un ejemplar junto al arroyo El Coso, pinos, encinas y alcornoques.
Entre las especies cultivadas proliferan manzanos, perales, membrillos, melocotoneros, granados, olivos, vides y cerezos. Estas tres últimas especies con gran implantación e importancia.
La jara, el tomillo, el árgoma y la lavanda son mayoritarias entre las de pequeño porte.
Antiguamente tuvo gran importancia el cultivo del lino y del trigo, hoy ambos desaparecidos.

#### Fauna
Hay una gran variedad de especies: ardillas, zorros, corzos, jabalíes, cabras monteses, buitres, y perdices, entre otras, tienen aquí su hábitat.
Las especies domésticas más importantes fueron del tipo porcino, equino y caprino, aunque en la actualidad prácticamente han desaparecido. Casi todas las casas tenían uno o varios ejemplares de las clases citadas.

## Historia
Parece ser que Cepeda está habitada desde antiguo. Vestigios encontrados permiten afirmar que está asentada sobre un castro prerromano. Los romanos también ocuparon este espacio situado junto a una de sus calzadas. Un ara, alguna columna y otros restos lo atestiguan. La época visigoda ha quedado registrada en trozos de pizarra y restos de cerámica. Más adelante fue tierra de moros y de judíos. De los primeros quedan reflejos en la indumentaria, en la arquitectura y en las leyendas; de los segundos, en los dinteles de las casas, reafirmando su conversión. La llamada Casa de los Judíos, hoy en ruinas, también evoca la presencia en Cepeda de este grupo.

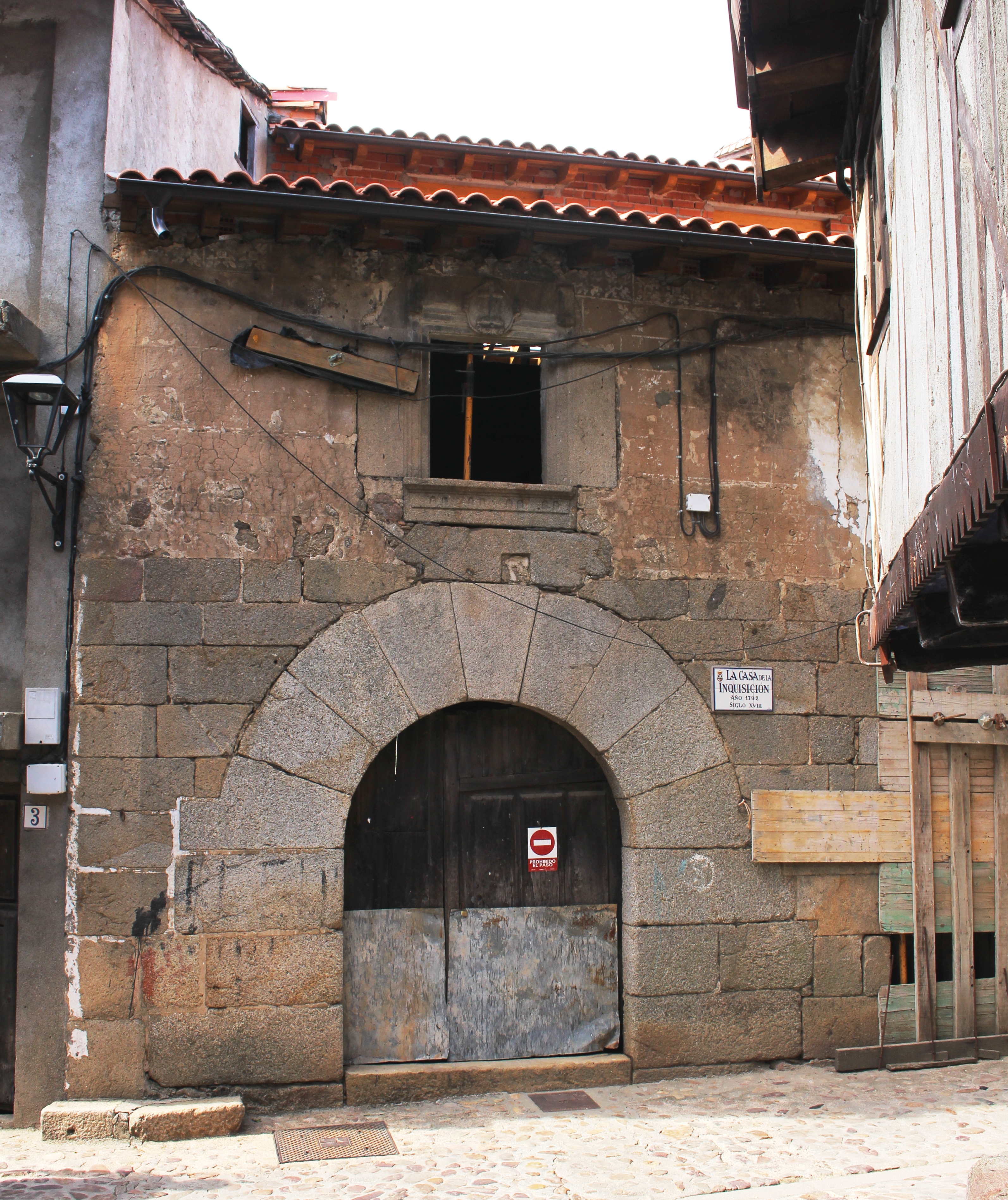
Casa de la Inquisición.

Posteriormente el rey de León Alfonso IX repobló la zona a principios del siglo XIII, cuando este monarca creó en 1213 el concejo de Miranda del Castañar, dentro del Reino de León, manteniéndose la teoría de que esta repoblación fue realizada con personas allende las fronteras, principalmente de origen francés o gascón, sobre la base de la toponimia y a algunos apellidos existentes.
Pueblo de gran importancia económica, aparecía en el libro Repertorio de todos los caminos de España de Juan de Villuga publicado en el año 1546. Fue parte integrante del condado de Miranda y tutelada por esta población hasta mediados del siglo XVII, fecha en la que pasó a ser villa independiente mediante el pago de 3500 ducados.
Tras este importante momento, la ya villa escribe la historia de lo cotidiano, del día a día de sus habitantes como lo atestiguan los protocolos notariales conservados. Sin grandes hechos, que aunque le afectaran, siempre se escribían en otro lado.
Cepeda fue una villa abierta al mundo. Decenas de arrieros o trajineros recorrían los caminos llevando los productos que aquí se elaboraban; vino, miel y cera, carne, y lino, principalmente y trayendo los que se necesitaban; trigo, pescado, cerámicas, utensilios. Y además de estos productos traían cuentos, leyendas y personas que finalmente se quedaban en esta tierra.
Con la creación de las actuales provincias en 1833, Cepeda quedó integrada en la provincia de Salamanca, dentro de la Región Leonesa.

## Demografía
Cepeda cuenta con una población de 303 habitantes (INE 2024).
| Gráfica de evolución demográfica de Cepeda entre 1842 y 2021                                                        |
| |
| Población de derecho según los censos de población del INE Población de hecho según los censos de población del INE |

Según el censo de 1534, Cepeda tenía 122 vecinos, aumentando a finales de dicho siglo su población hasta los 200 vecinos. En el siglo XVIII, concretamente en el año 1752, fecha en la que se elaboró el catastro del Marqués de la Ensenada, Cepeda tenía unos 900 habitantes. En el siglo XIX, según estadística realizada por Miñano en 1827, tenía 520 vecinos.
Según el Instituto Nacional de Estadística, Cepeda tenía, a 31 de diciembre de 2018, una población total de 331 habitantes, de los cuales 166 eran hombres y 165 mujeres. Respecto al año 2000, el censo refleja 530 habitantes, de los cuales 256 eran hombres y 270 mujeres. Por lo tanto, la pérdida de población en el municipio para el periodo 2000-2018 ha sido de 199 habitantes, un 38 % de descenso.

## Administración y política
| Partido político                         | 2023  | 2023  | 2023       | 2019  | 2019  | 2019       | 2015  | 2015  | 2015       | 2011  | 2011  | 2011       | 2007  | 2007  | 2007       | 2003  | 2003  | 2003       |
| Partido político                         | %     | Votos | Concejales | %     | Votos | Concejales | %     | Votos | Concejales | %     | Votos | Concejales | %     | Votos | Concejales | %     | Votos | Concejales |
| Censo electoral                          | 283   | 283   | 283        | 302   | 302   | 302        | 346   | 346   | 346        | 356   | 356   | 356        | 485   | 485   | 485        | 437   | 437   | 437        |
| Partido Popular (PP)                     | 26,43 | 46    | 3          | 50,64 | 118   | 4          | 46,64 | 125   | 4          | 49,50 | 148   | 4          | 46,10 | 142   | 3          | 41,83 | 151   | 3          |
| Partido Socialista Obrero Español (PSOE) | 71,26 | 124   | 4          | 48,50 | 113   | 3          | 29,85 | 80    | 2          | 46,49 | 139   | 3          | 51,95 | 160   | 4          | 55,96 | 202   | 4          |
| Juntos Por Cepeda (JPC)                  | —     | —     | —          | —     | —     | —          | 21,27 | 57    | 1          | —     | —     | —          | —     | —     | —          | —     | —     | —          |

## Cultura

### Patrimonio

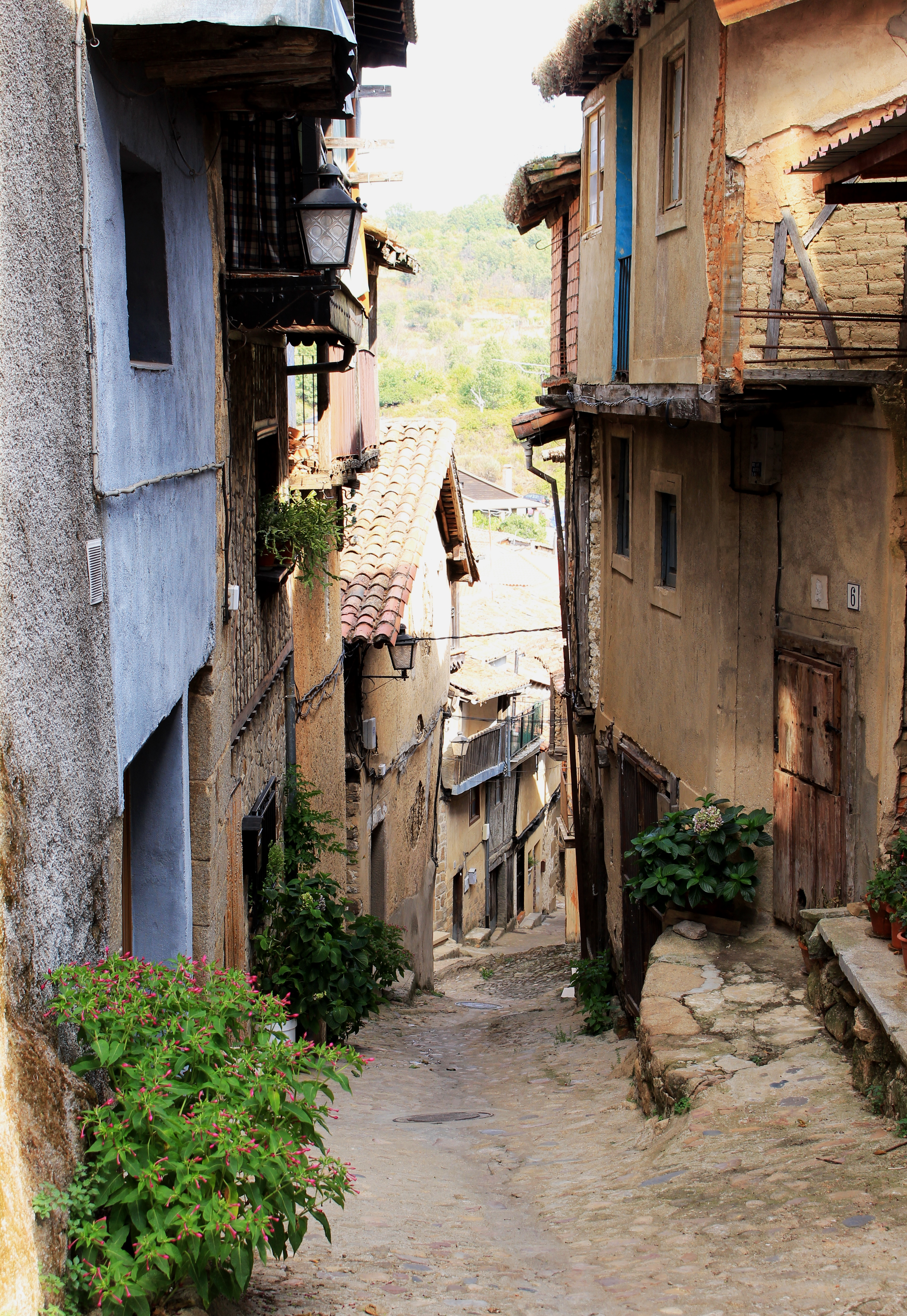
Arquitectura tradicional.

Cepeda no fue un pueblo de nobles, que vivían en Miranda, y eso ha tenido consecuencias en la manifestación de su arquitectura que es más sencilla y que no ha dejado grandes obras. No obstante podemos destacar las siguientes:
- La Iglesia. Se inició su construcción en el siglo XVI, prolongándose en el XVII y XVIII. Aunque hay mezcla de estilos, predomina el barroco. El retablo es del siglo XVII y fue realizado por el maestro de ensamblado Ambrosio de Villalobos.
- La ermita del Humilladero. Situada a la entrada del pueblo alberga un altar renacentista del siglo XVI.
- La ermita de San Marcos. Se encuentra fuera del núcleo urbano y tuvo gran importancia en la antigüedad. Es del siglo XV y en la actualidad se encuentra en ruinas.
- La Torre. Edificio de carácter civil y religioso, fue construida en el siglo XVII. Está separada de la iglesia y desde ella se convocaba a los vecinos, a son de campana tañida, a las reuniones del concejo.
- Hospital de peregrinos. Su construcción tuvo lugar en el siglo XVI.
- La Casa del Solano. Bella construcción de piedra del siglo XVII. Se encuentra cerca de la Iglesia.
- La Casa de la Inquisición. En el siglo XVII había familiares del Santo Oficio en este pueblo y quizás residieron en esta casa de piedra, aunque no se tiene constancia de la fecha en que fue erigido el actual edificio.
- La Casa de los Judíos. Fiel testimonio de la presencia de ese grupo religioso en Cepeda. Se encuentra en ruinas pero se conserva un arco gótico del siglo XV.
- Las casas y Calles. Son bellas, peculiares y muestran elementos que nos sorprenden a cada paso. La piedra, el adobe y la madera se funden en formas, texturas y colores creando edificios únicos.

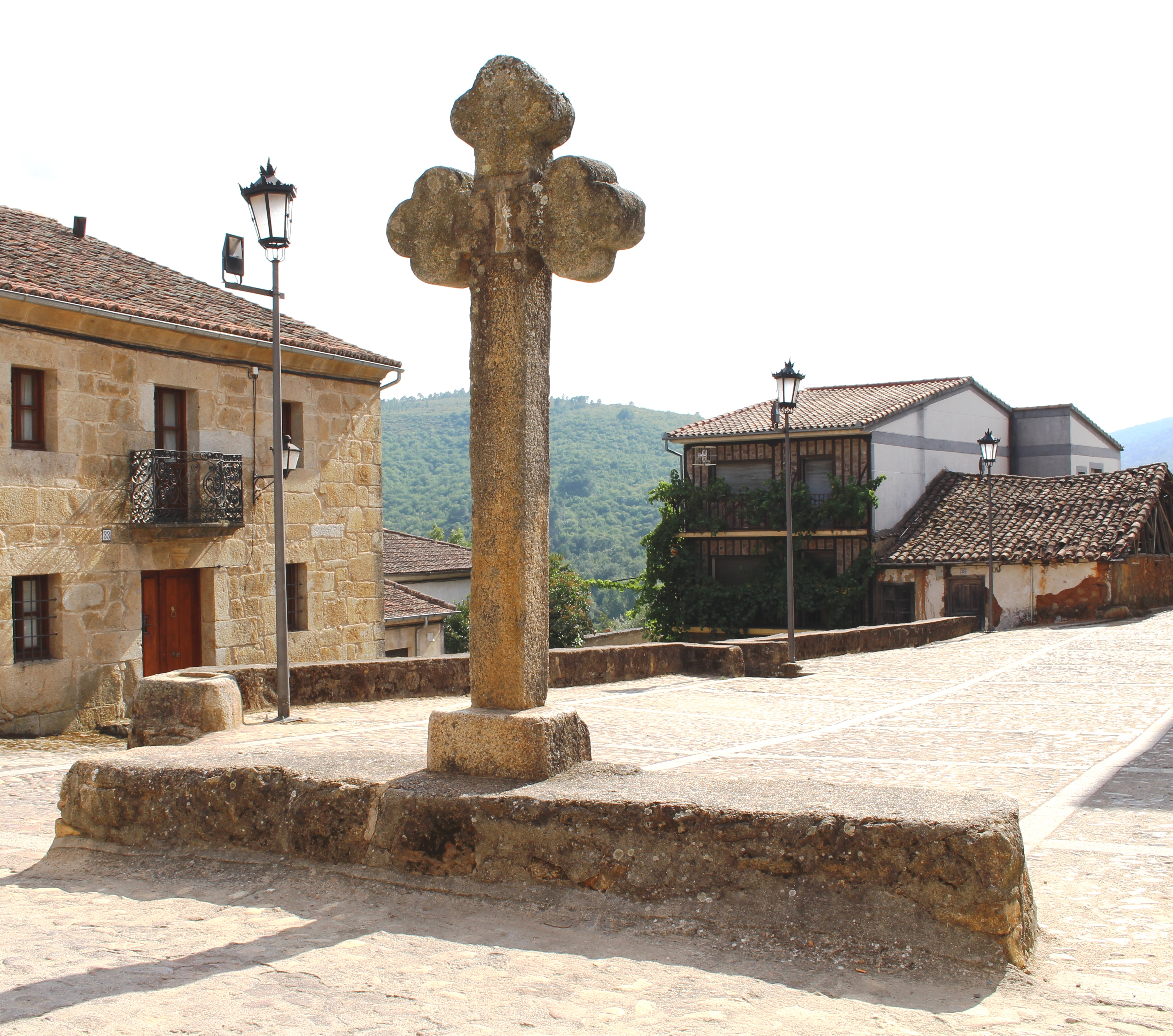
Crucero.

- Los Molinos del Coso. Están situados junto al arroyo del mismo nombre. Estos molinos harineros datan del siglo X y hay constancia de que en el siglo XVIII eran, todavía, utilizados.
- El puente del Coso. De época medieval, es puerta de entrada a un encantado bosque de robles y castaños y a viejas calzadas de piedra.
- La Moral. Es un monumento vivo, el símbolo de la villa. Este álamo centenario y enfermo, quizás en tiempos fue una moral, es testigo de la vida de Cepeda; y casi todo lo importante tiene lugar a sus pies.
- La corona. La antigua era se ha convertido en un mirador privilegiado desde el que se obtienen las mejores fotografías de Cepeda. En 2019 se han añadido cuatro nuevas eras dando lugar a una ruta de gran valor paisajístico.
- El parque del Concejo. Una zona de recreo creada recientemente con el trabajo altruista de los vecinos en el lugar que ocupó la casa del Concejo "lugar donde tenemos de uso y costumbre de nos juntar y congregar a las cosas tocantes del bien público de este dicho lugar" según palabras de los cepeanos de 1640.

Además de su valor estético, hay que destacar el simbolismo que emana de los elementos que lo conforman puesto que se ha pretendido que sea un puente entre los cepeanos que ahí decidieron el futuro de la villa y los que ocupan este mismo espacio hoy en día.

### Habla
El dialecto hablado en Cepeda, con gran coincidencia con los demás de la Sierra de Francia, tiene su origen en la lengua leonesa empleada en la localidad en la Edad Media, habiéndose castellanizado progresivamente con el paso del tiempo una vez que el estatus oficial del castellano y la falta de oficialidad del leonés hizo retroceder en el uso a esta última lengua, por lo que el habla que nos encontramos hoy en Cepeda ya no es leonés sino un dialecto del español con notables influencias del leonés. Algunos de sus rasgos característicos son:
- La conversión de [s] en [h]: ¿vah a venil?

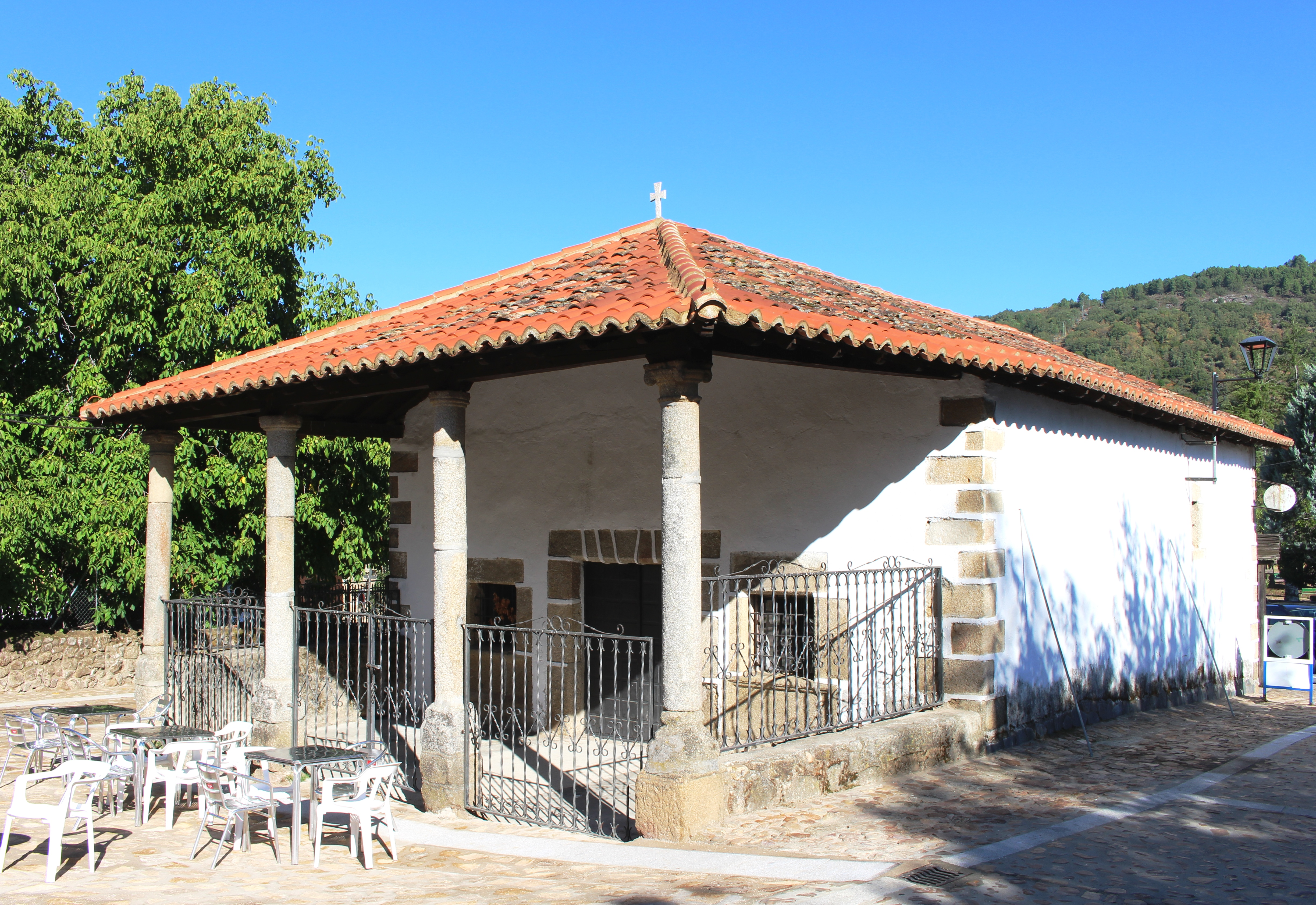
Ermita del Humilladero.

- La sustitución de [ɾ] postnuclear por [l]: subil en vez de subir, il por ir.
- El uso de perfectos fuertes analógicos en ciertos verbos irregulares: dijon por dijeron, tuvon por tuvieron.
- La construcción de gerundios a partir del tema de perfecto: pusiendo por poniendo, tuviendo por teniendo.
- El uso de artículo con los posesivos antepuestos: la mi prenda, el mi Manolo.
- Clítico de segunda persona del plural vos: ya voh vaih (ya vos vais).

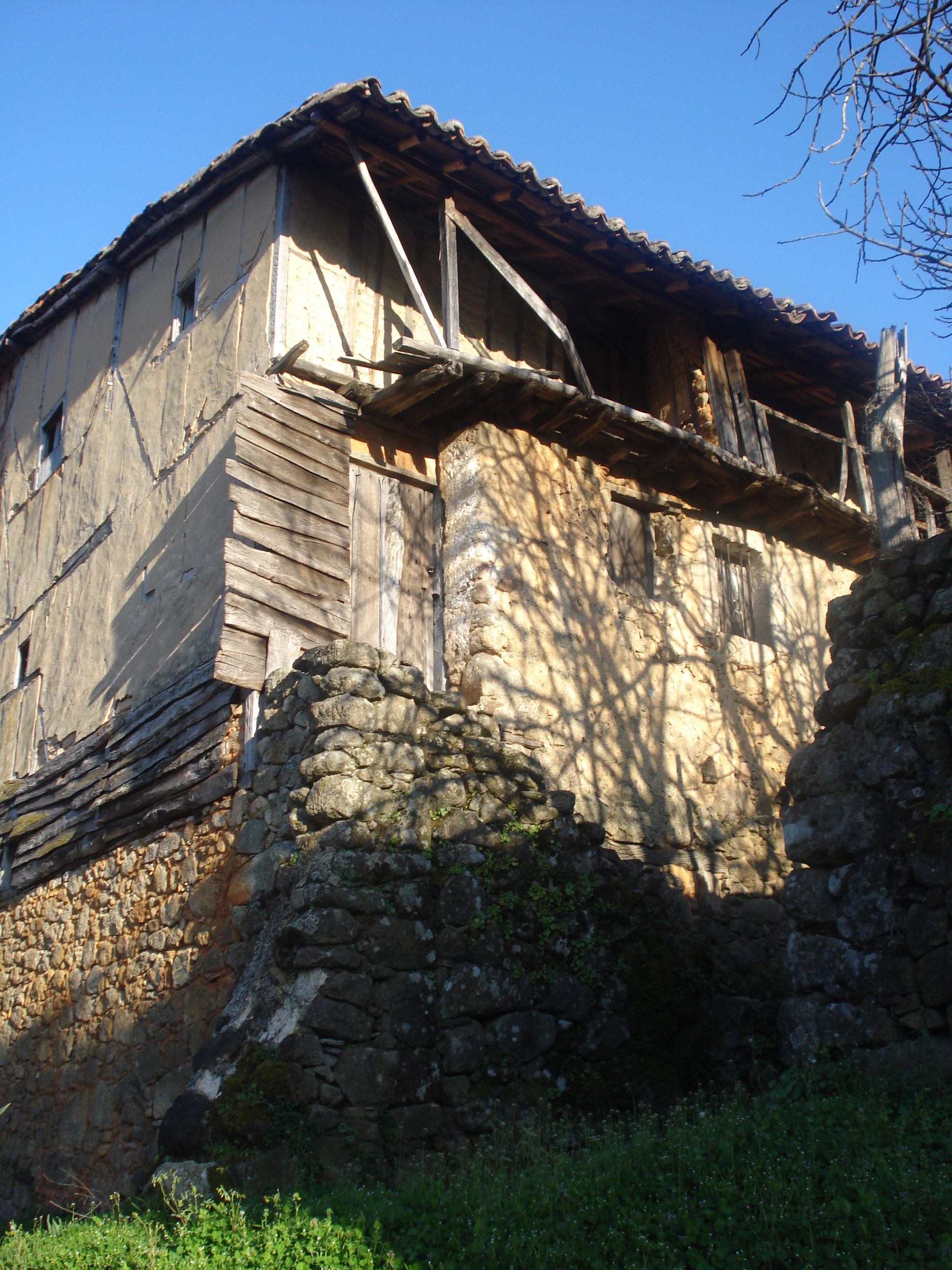
Casa cepeana.

La globalización y el abandono de las tareas agrícolas están acabando con el uso de un léxico que ya solo permanece en la memoria de los ancianos. Palabras como ahoce, fusca, mijengro, pechao, tataruño, turbión, sahumerio, tolnaero... tienen ya muy escaso uso.

### Fiestas
Fiestas patronales: San Marcos, el día 25 de abril; San Bartolomé, el día 24 de agosto.

#### San Bartolomé
Hoy en día se ha convertido en la fiesta más importante, por ser, además, el tiempo de encuentro de la gente que tuvo que abandonar el pueblo.
24 de agosto
El Tamboril, acompañado del Guion o Gracioso, al son de sus instrumentos recoge de sus casas a los danzarines y ramajeras. Todos juntos irán a por las autoridades y mayordomos para encaminarse a la iglesia. Tras la misa, el pueblo entero en procesión se encamina a la Plaza Mayor. Preside esta procesión una imagen de San Bartolomé, escoltado por la gente que porta un estandarte y dos pendones. Cantos y bailes, alegría y bullicio, y color invaden las viejas calles cepeanas.
En la Plaza tiene lugar el ofertorio y las manos van depositando dinero ante el Santo. Después se suceden los bailes en su honor: picao, paleo, ramo y el siempre emocionante de la botella.
Acabado el baile, la gente acude al convite que preparan los mayordomos.
25 de agosto
Otra procesión, esta civil, que lleva a la gente, a primera hora de la mañana, a buscar los toros a una dehesa cercana. Elegidos y enjaulados serán transportados hasta el pueblo, escoltados también, por una alegre algarabía de bocinas y pitidos de los coches del cortejo.
Por la tarde serán lidiados ante los vecinos de todo el contorno que sienten verdadera pasión por este acontecimiento.

#### San Marcos

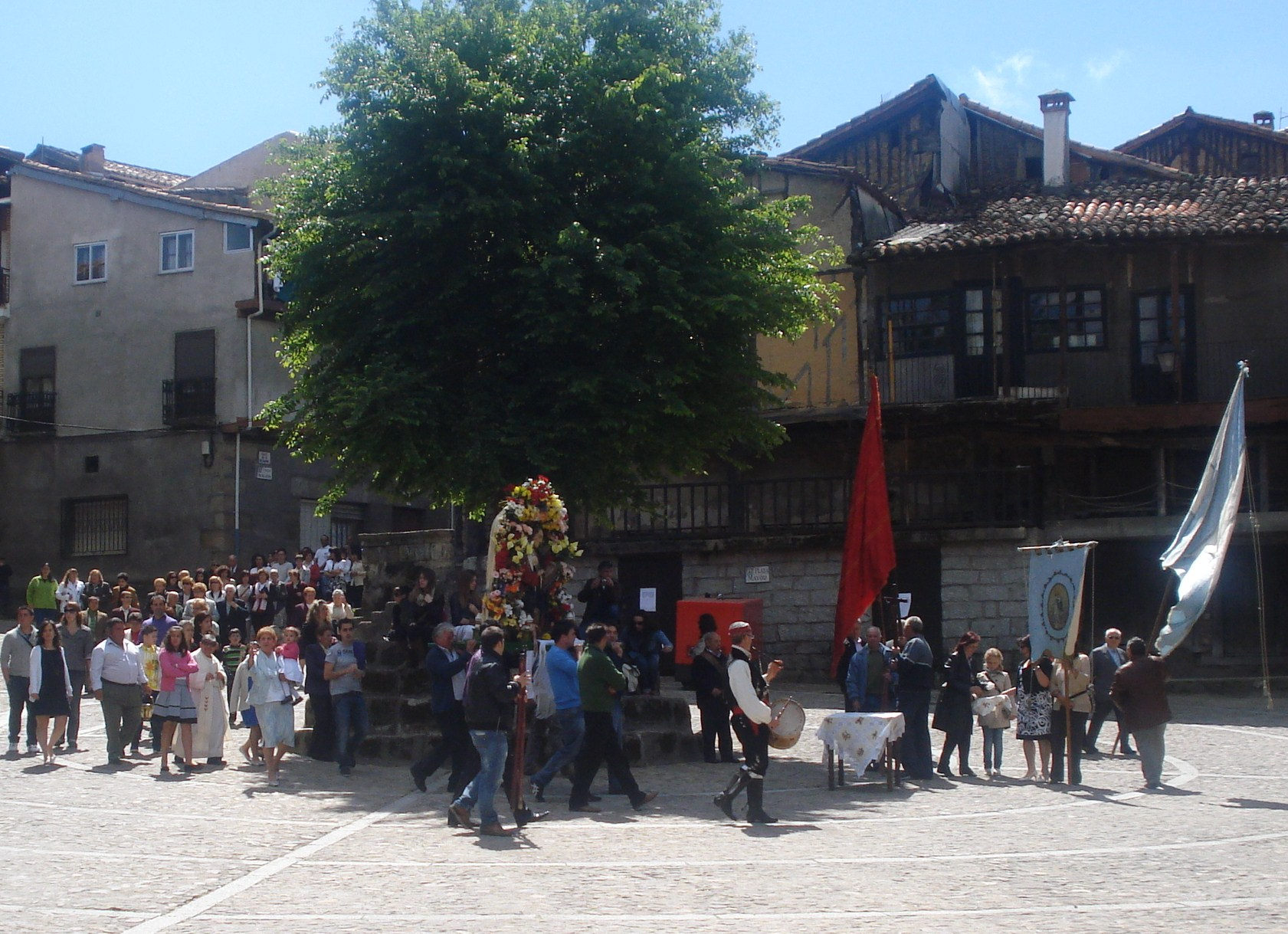
Llegada de San Marcos a la plaza Mayor durante las fiestas.

La feria de San Marcos, agrícola y ganadera, tuvo durante siglos gran importancia en el entorno.
La víspera se sube al Santo desde el Humilladero a la Iglesia.
El día 25, tras la misa en honor al Santo, a la que acuden autoridades, mayordomos, danzarines, ramajeras y vecindario, lo sacarán en procesión por las calles del pueblo. Llegados a la Plaza Mayor se hace el ofertorio y se baila ante él. Este día se dicen Las Relaciones; peticiones y agradecimientos en verso, que danzarines y ramajeras hacen ante el Santo.

### Tradiciones

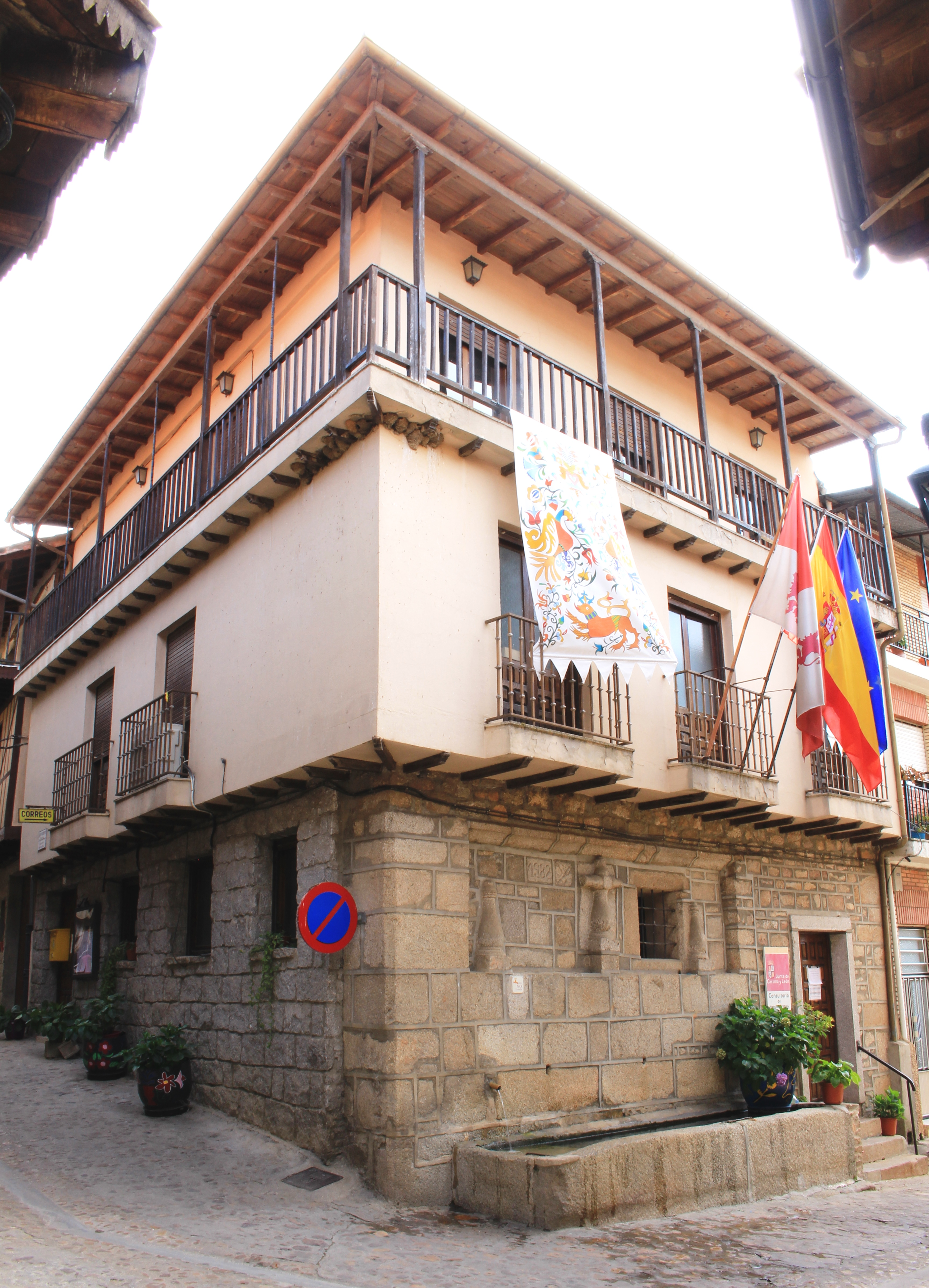
Casa consistorial.

Gracias al empeño de los vecinos se conservan un gran número de tradiciones. Entre todas resaltamos las siguientes:
El Ramo. Tiene lugar el Sábado Santo. Los mozos se reúnen a comer la bolla, una especie de pan, con embutido. Ya de noche, cortan los ramos que ponen en los balcones de las novias o mozas que pretenden. Estos son de laurel o de otras especies, adornados, a veces, con dulces. Según dicen, tienen un significado:
El laurel, te quiero ver.
El romero, te quiero.
El manzano, te amo.
El olivo, te olvido.
De cerezas, firmeza.
La Alborada. La víspera de la boda, los amigos y vecinos de los novios, acompañados del tamboril, acuden a su casa para cantarles. Por medio de versos, alaban las virtudes de novios y padrinos o les hacen peticiones. Después compartirán dulces, y todo tipo de viandas y bebidas servidas por los contrayentes y sus familiares.

### Gastronomía
El hornazo. Es un pan relleno de huevo duro, chorizo y lomo. La particularidad del hornazo de Cepeda es que está cubierto de azúcar. Se come en el campo, con la familia y amigos, el Domingo de Resurrección.
El limón serrano. Es básicamente una ensalada de limón y naranja a la que se añade huevo y carne o chorizo. Se aliña con sal, aceite, vino, vinagre y unas hojitas de poleo. Como es natural hay múltiples variantes.
En lo que a dulces respecta, se comen perrunillas, mantecados, briñuelos y rosquillas.
La lechehelá. En los veranos de hace algunas décadas este modesto helado de leche refrescaba a chicos y grandes.